# Misythus
Misythus is een geslacht van rechtvleugeligen uit de familie doornsprinkhanen (Tetrigidae). De wetenschappelijke naam van dit geslacht is voor het eerst geldig gepubliceerd in 1877 door Stål.

## Soorten
Het geslacht Misythus omvat de volgende soorten:
- Misythus banahao Hebard, 1923
- Misythus bataanensis Hebard, 1923
- Misythus bolivari Hebard, 1923
- Misythus borealis Hebard, 1923
- Misythus bullatus Hebard, 1923
- Misythus canlaon Hebard, 1923
- Misythus cristicornis Walker, 1871
- Misythus cyrtonotus Hebard, 1923
- Misythus echinatus Stål, 1877
- Misythus ensatrix Walker, 1871
- Misythus frondosus Hebard, 1923
- Misythus galeatellus Hebard, 1923
- Misythus gladiatrix Walker, 1871
- Misythus jubatus Hebard, 1923
- Misythus laminatus Stål, 1877
- Misythus mindanao Hebard, 1923
- Misythus panay Hebard, 1923
- Misythus polillo Hebard, 1923
- Misythus ponderosus Hebard, 1923
- Misythus rectangularis Hebard, 1923
- Misythus securifer Walker, 1871
- Misythus siargao Hebard, 1923
- Misythus staeli Hebard, 1923
- Misythus symmetricus Hebard, 1923
- Misythus tectatus Hebard, 1923
- Misythus tinguian Hebard, 1923
- Misythus trachynotus Hebard, 1923